# Aubance
Aubance – rzeka we Francji, przepływająca przez teren departamentu Maine i Loara, o długości 35,7 km. Stanowi lewy dopływ rzeki Loary.